# Santo Daime

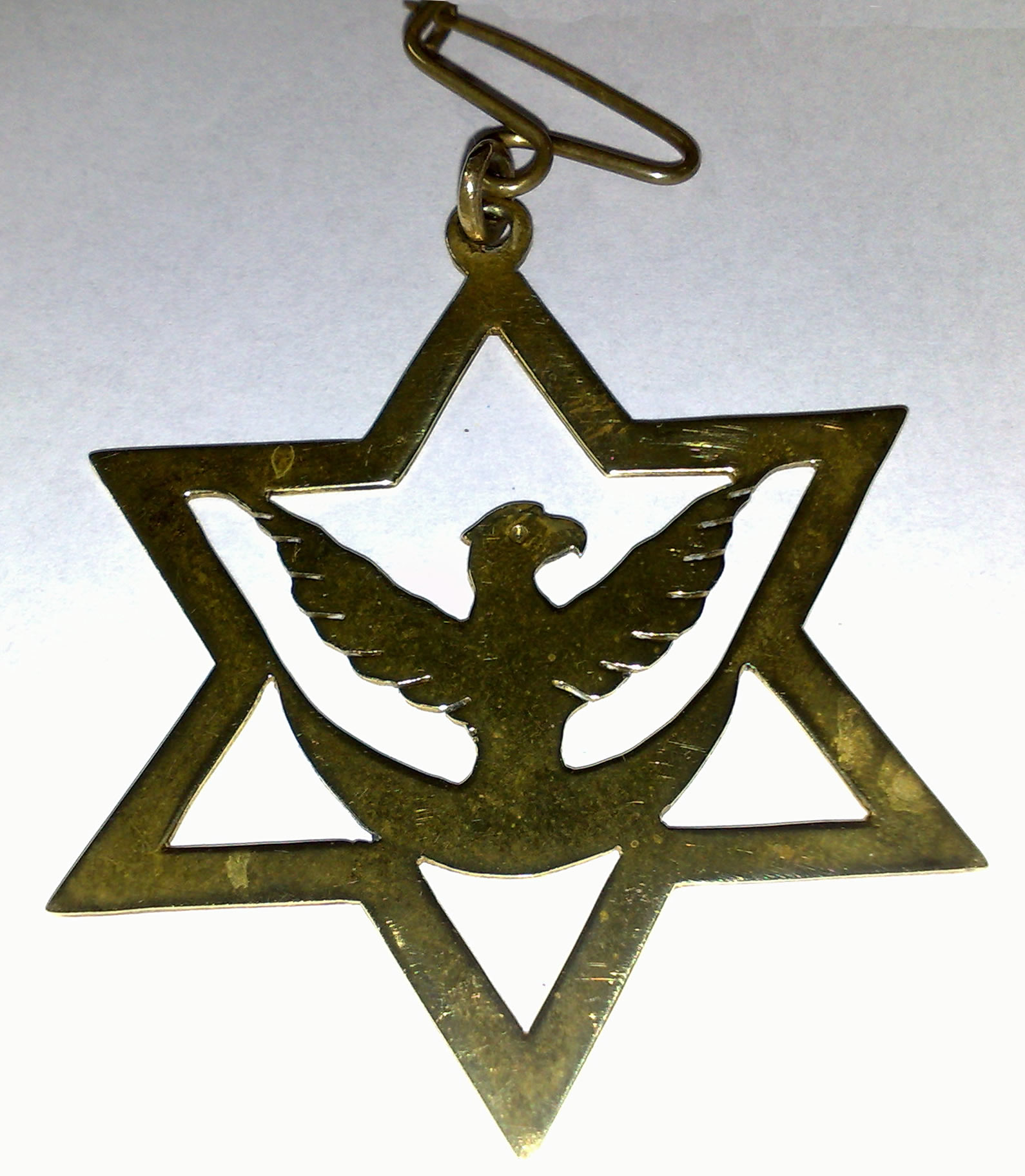

Santo Daime (Aussprache im brasilianischen Portugiesisch: ˈsɐ̃.tu ˈdaj.mi) ist sowohl der Name eines entheogenen Trankes als auch einer synkretistischen religiösen Bewegung aus Brasilien, deren Ursprünge in den 1930er Jahren im brasilianischen Bundesstaat Acre liegen. Santo Daime ist neben der União do Vegetal und der Barquinha weltweit die verbreitetste der brasilianischen Ayahuasca-Kirchen.

## Geschichte und Entstehung der Santo-Daime-Kirchen
Die wohl erste Santo Daime-Kultgruppe wurde 1930 vom Urvater der heutigen Daime-Kirchen, Raimundo Irineu Serra, in Rio Branco begründet. Serra war bereits um 1918 zusammen mit zwei Gefährten durch einen peruanischen Ayahuasquero in das Ayahuasca-Mysterium initiiert worden. Später erschien ihm in einer Marienerscheinung die Heilige Jungfrau in Gestalt der Rainha da Floresta (Königin des Waldes). Serra erhielt in diesem und weiteren Offenbarungserlebnissen die Mission, Ayahuasca in Daime umzubenennen und empfing später so genannte Hinos, bestimmte Hymnen und Instruktionen zur Ausführung der Daime-Rituale, die das Fundament der heutigen Santo Daime-Religion bilden. Santo Daime verbindet „traditionell-indianische und christliche Elemente miteinander“.

## Santo-Daime-Rituale
In den Ritualen der Santo-Daime-Kirche wird der entheogene Trank Ayahuasca Daime genannt. Er wird in einem strukturierten Rahmen, der von einer christlichen Mythologie geprägt ist, eingenommen. Der Daime wird dabei als ein heiliges Agens mystischer Selbst- und Gotteserfahrung betrachtet, der das Potenzial hat, im Menschen ein Gewahrsein seiner Seelenbestimmung zu wecken.
In Santo-Daime-Ritualen finden sich Menschen zusammen, die eine große Diversität spiritueller Auffassungen und Vorstellungen vertreten. Allen gemeinsam ist die Ausrichtung auf die Grundprinzipien der Gemeinschaft: Liebe, Harmonie, Wahrheit und Gerechtigkeit. Die rituelle Praxis beinhaltet neben der Einnahme des psychoaktiven Sakramentes religiöse Formen wie Devotion, Gebet, Gesang, Tanz, Anrufung, Meditation und Inkorporation. Die Rituale der Santo-Daime-Religion werden auch „Arbeiten“ (trabalhos) genannt, weil sie von ihren Teilnehmern Achtsamkeit und Disziplin verlangen sowie ein hohes Maß an motorischer und geistiger Kontrolle erfordern.

## Das Sakrament Santo Daime
Der Santo-Daime-Tee wird in einem Ritual namens „Feitio“ hergestellt. Er wird aus den Pflanzen Banisteriopsis caapi und Psychotria viridis zubereitet.

## Verbreitung der Santo-Daime-Religion
Santo-Daime-Gemeinden gibt es in fast allen urbanen Zentren Brasiliens. Darüber hinaus hat die Religion Verbreitung in weiteren Ländern Südamerikas sowie in den USA, Canada, Europa, Australien und Japan gefunden. Auf Grund von Religionsfreiheit wurde auch einigen Santo-Daime-Gemeinden außerhalb Brasiliens die Verwendung von Ayahuasca als Sakrament gestattet.

## Religiöse Kernkonzepte
Wie Santo Daime im Einzelnen aufgefasst und mit welchen spirituellen Schwerpunkten es praktiziert wird, ist vom persönlichen Hintergrund und den Lernerfahrungen der Ritualleiter und den Mitgliedern der jeweiligen Gruppe abhängig und divergiert, auch in Brasilien, lokal. Hier trifft man auf eine religiöse Bandbreite, die von orthodox-katholizistischer Auslegung über eine Akzentuierung von afro-brasilianischem Mediumismus, von New-Age-Religion bis hin zu einer gnostisch oder psychedelisch geprägten Mystik reicht.
Die Religion beinhaltet ein reiches Pantheon, in dem Gott, Jesus Christus, die Jungfrau Maria, der Heilige Geist, König Salomon, Erzengel und christliche Heilige eine zentrale Rolle spielen, aber auch Entitäten und Prinzipien wie Juramidam, die Rainha da Floresta, afrikanische Orixás und verschiedene weitere Geistwesen angerufen werden.

## Die Hymnen der Santo-Daime-Bewegung
Besondere Bedeutung kommt im Santo Daime den in der Form von spirituellen Liedern empfangenen Belehrungen und Mitteilungen zu, die nach Auffassung der Kirche von den Meistern der Linie aus der Geistwelt, dem Astral, empfangen wurden. Diese Hymnen haben eine mystische Tiefendimension, sie strukturieren, leiten und fokussieren aber auch ganz konkret den durch das psychoaktive Sakrament herbeigeführten Bewusstseinszustand. Dies geschieht einerseits durch ihre Rhythmik und repetitiven Melodieverläufe und andererseits vermitteln sie auf der sprachlich-inhaltlichen Ebene ethische und karitativ-spirituelle Werte wie Liebe, Wahrhaftigkeit, Mitgefühl und Freude. Das Daime-Ritual ist ein Raum, in dem diese Werte praktiziert und kultiviert werden sollen.